# Copa FA de las Islas Caimán
La Copa FA de las Islas Caimán es el torneo de copa de fútbol a nivel de clubes más importante de las Islas Caimán, el cual es organizado por la Asociación de Fútbol de las Islas Caimán.
Fue creado en el año 1995 y cuenta con la participación de todos los equipos del país.

## Lista de Campeones
| Temporada | Campeón                | Resultado    | Subcampeón             |
| --------- | ---------------------- | ------------ | ---------------------- |
| 1995/96   | East End United        |              |                        |
| 1996/97   | Desconocido            |              |                        |
| 1997/98   | George Town SC         |              |                        |
| 1998/99   | Desconocido            |              |                        |
| 1999/00   | Desconocido            |              |                        |
| 2000/01   | Bodden Town FC         |              |                        |
| 2001/02   | George Town SC         | 4-0          | Scholars International |
| 2002/03   | Scholars International | 2-1          | Bodden Town FC         |
| 2003/04   | Latinos FC             | 2-1          | George Town SC         |
| 2004/05   | Western Union FC       | 2-0          | Scholars International |
| 2005/06   | Scholars International | 2-0          | Money Express          |
| 2006/07   | Latinos FC             | 3-0          | Elite SC               |
| 2007/08   | Scholars International | 1-0          | Elite SC               |
| 2008/09   | Bodden Town FC         | 3-1          | Elite SC               |
| 2009/10   | George Town SC         | 1-0          | Tigers FC              |
| 2010/11   | George Town SC         | 5-0          | Cayman Athletic SC     |
| 2011/12   | Scholars International | 1-0          | George Town SC         |
| 2012/13   | Bodden Town FC         | 3-2          | Roma United SC         |
| 2013/14   | Elite SC               | 1-0          | Roma United SC         |
| 2014/15   | Cayman Athletic SC     | 3-2          | Elite SC               |
| 2015/16   | Elite SC               | 2-0          | Bodden Town FC         |
| 2016/17   | Bodden Town FC         | 2-1          | Academy SC             |
| 2017/18   | Academy SC             | 1-0          | Elite SC               |
| 2018/19   | Elite SC               | 1-1 (3:1 p.) | Academy SC             |

## Títulos por club
| Club                   | Campeón | Años campeón           |
| ---------------------- | ------- | ---------------------- |
| George Town SC         | 4       | 1998, 2002, 2010, 2011 |
| Scholars International | 4       | 2003, 2006, 2008, 2012 |
| Bodden Town FC         | 4       | 2001, 2009, 2013, 2017 |
| Elite SC               | 3       | 2014, 2016, 2019       |
| Latinos FC             | 2       | 2004, 2007             |
| East End United        | 1       | 1996                   |
| Western Union FC       | 1       | 2005                   |
| Cayman Athletic SC     | 1       | 2005                   |
| Academy SC             | 1       | 2018                   |